# 한태수

한태수(본명:한덕수 1980년 5월 17일~)는 대한민국의 배우이다.

## 텔레비전 드라마
- 2006년 OCN《가족연애사》- 상수 역
- 2007년 OCN《가족연애사 2》- 상수 역
- 2008년 SBS《행복합니다》
- 2009년 KBS《장화홍련》- 기운남 역

## 영화
- 2005년 《웰컴 투 동막골》
- 2009년 《순지》
- 2010년 《사랑활동의 내구성》